# Harpa (Reikiavik)
El edificio Harpa es un centro de conciertos y conferencias de Reikiavik, la capital de Islandia, en el distrito occidental de Miðborg. En su diseño participaron el estudio de arquitectura Henning Larsen, el artista Olafur Eliasson y Artec Consultants Inc. Está ubicado frente al mar. Por la crisis de 2008 y 2009 el proyecto se detuvo temporalmente. El edificio se inauguró en 2011. En 2013 recibió el Premio Mies van der Rohe. Es la sede de la Orquesta Sinfónica de Islandia y de la Ópera Islandesa.

## Nombre y ubicación
El nombre Harpa, además de representar al instrumento musical, coincide con nombre del mes, en antiguo islandés, que en el viejo calendario nórdico comenzaba el verano. 
El edificio se encuentra al occidente de la ciudad, en el distrito de Miðborg, cerca del municipio de Seltjarnarnes. Se encuentra a orillas del fiordo Kollafjörður.

## Historia

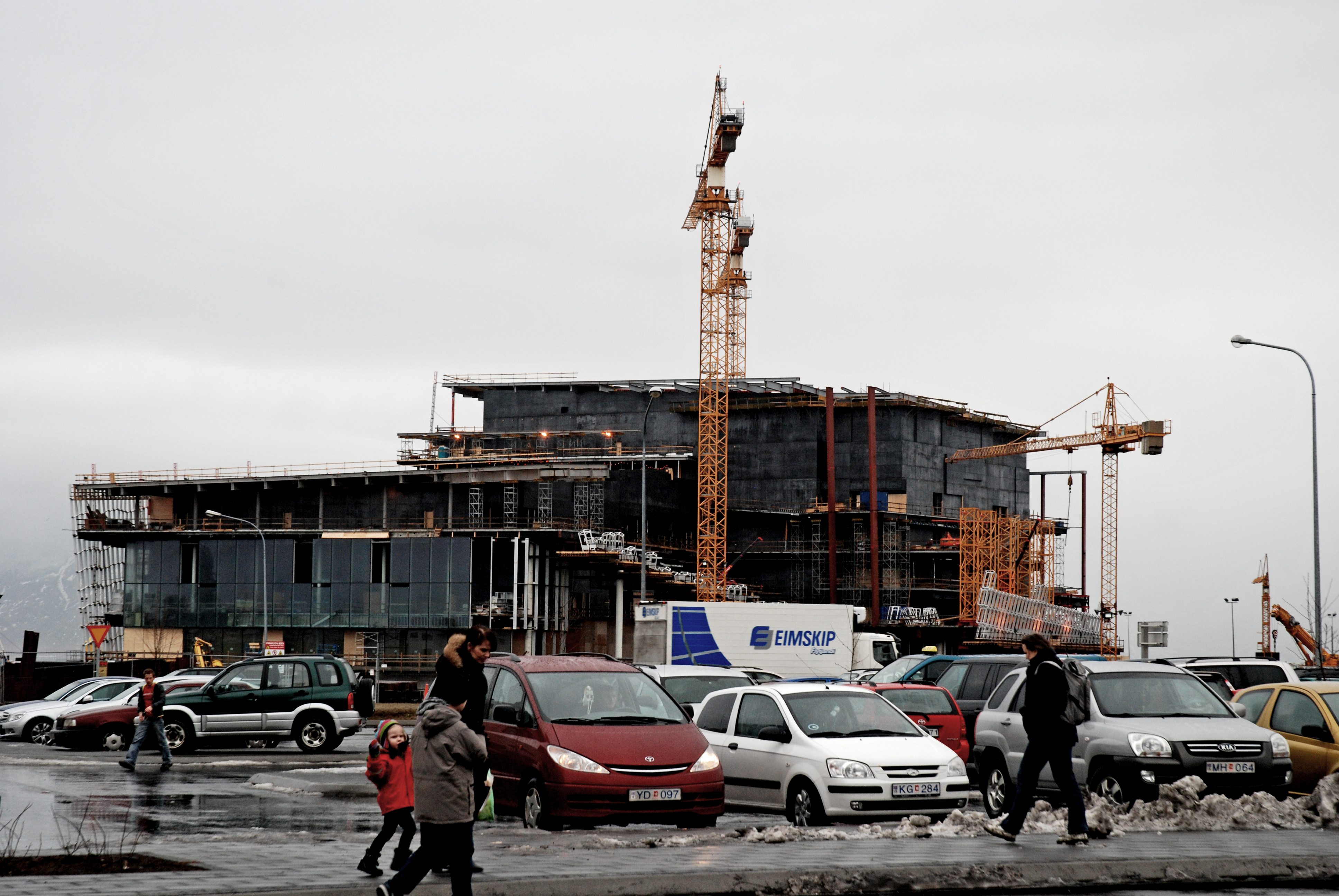
Construcción del Harpa.

Debido a la crisis financiera en Islandia de 2008-2009 el proyecto se detuvo. La obra se retomó cuando el gobierno asumió su financiación. 
El 4 de mayo de 2011 se inauguró con la realización de su primer concierto. La inauguración formal tuvo lugar el 20 de agosto de 2011.
El 22 de octubre de 2011, se interpretó la primera opera, La flauta mágica de Mozart, mientras simultáneamente en otra sala se interpretaba Biophilia de Björk.

## Diseño
Fue diseñado por el estudio de arquitectura Henning Larsen. El artista Olafur Eliasson diseñó la fachada. El diseño acústico corrió a cargo de Artec Consultants Inc. Está ubicado junto al antiguo puerto, frente al mar. La máxima altura es de 43 m. Dispone de una superficie útil de 28.000 metros cuadrados. En 2013 recibió el Premio de Arquitectura Contemporánea Mies van der Rohe.

Sus fachadas están formada por una entramado de hexágonos de cristal. Así, el interior es despejado y en el exterior se busca un juego de reflejos, conforme al sol y la meteorología. 

### Salas
Cada una de las cuatro salas principales representas uno de los cuatro elementos. 
La gran sala de conciertos, Eldborg, de 1.800 butacas, está inspirada en la actividad volcánica de la isla y representa el fuego. La de recitales, Norðurljós, se inspira en las auroras boreales y representa el aire. La de conferencias, Silfurberg, se inspira en los cristales de calcita, la tierra. La cuarta sala, Kaldalón, es la más pequeña, representa el agua y se inspira en las frías lagunas.
Para las reuniones dispone de dos salas con 63 asientos y de ocho pequeñas salas de reuniones. Además dispone de bares, restaurante, zona de exposición y tiendas.

## Orquesta y Ópera nacionales
El edificio es sede permanente de la Orquesta Sinfónica de Islandia y de la Ópera Islandesa, fundadas respectivamente en 1950 y 1978, y que antes funcionaban en otros locales. Lo gestiona Portus una empresa propiedad del Gobierno de Islandia y de la ciudad de Reikiavik.